# Damien Le Fustec
Damien Le Fustec, né le 25 juillet 1990 à Rennes, est un coureur cycliste français.

## Biographie
Lors de la saison 2011, il se distingue en devenant champion de France sur route espoirs à Ussel, devant Arnaud Démare et Rudy Molard,.

## Palmarès sur route
- 2006
  -  Champion de Bretagne sur route cadets
  - 2e du championnat de France sur route cadets
- 2008
  - 2e étape des Boucles du Canton de Trélon
- 2010
  - 9ea étape du Tour de Nouvelle-Calédonie
- 2011
  -  Champion de France sur route espoirs
  - Circuit de l'Adour
  - 3e étape du Tour de Nouvelle-Calédonie
- 2012
  - La Gainsbarre
  - 2e du Circuit de la Chalosse

## Palmarès sur piste

### Championnats de France
- 2006
  - 3e de la poursuite cadets
- 2007
  -  Champion de France de l'américaine juniors (avec Pierre Demay)
  - 2e de la poursuite par équipes juniors
- 2008
  - 2e de la poursuite par équipes juniors